# Season (sociedad)

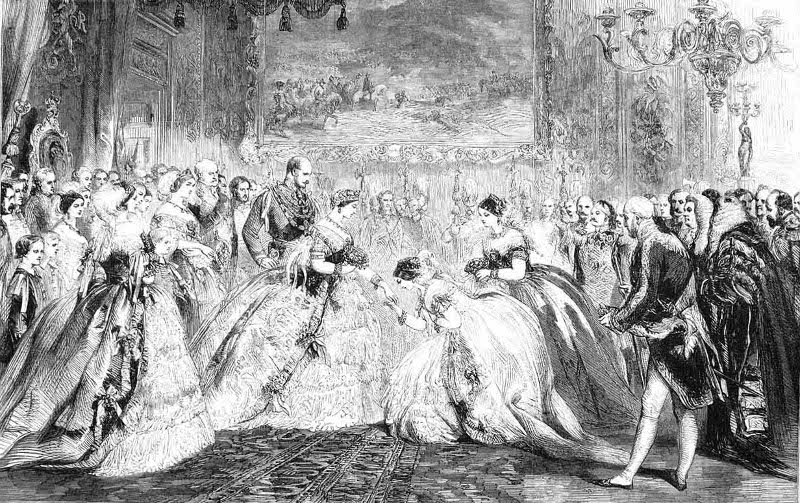
Presentación de las debutantes ante la reina Victoria, 1860.

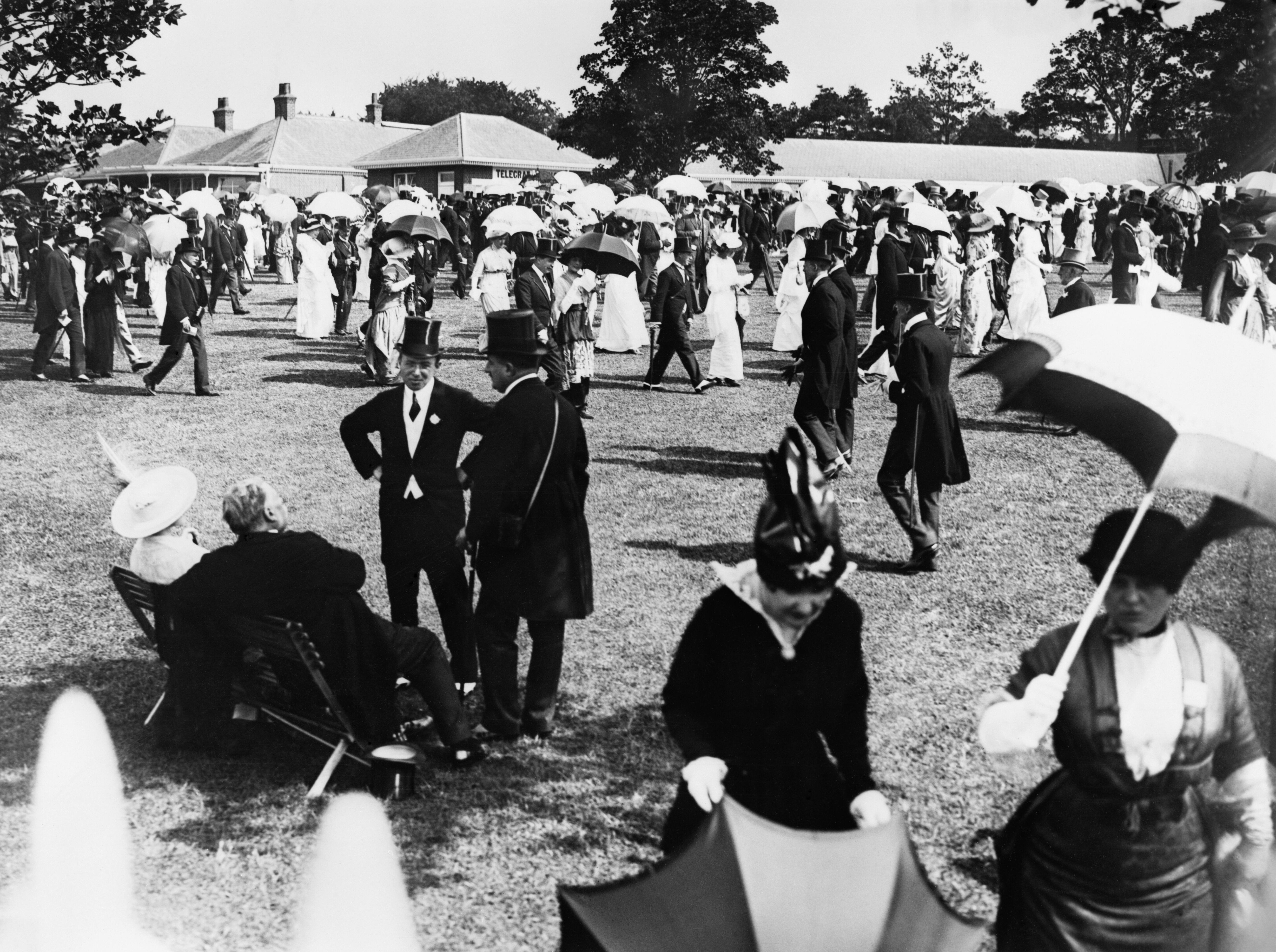
Racegoers asistiendo a Royal Ascot a comienzos del.

Season o social season ("temporada" o "temporada social" en lengua inglesa) es la palabra o expresión con la que se designa al periodo anual en el que tradicionalmente la élite social británica mantiene eventos sociales como bailes, banquetes vespertinos (dinner parties) y actos benéficos (charity events). Hasta la Primera Guerra Mundial, también era la época apropiada para residir en la ciudad de Londres (townhouses) en vez de en el campo (country houses).
Algunos espectáculos deportivos que tenían lugar fuera del centro de Londres terminaron por considerarse parte de la social season, como los ecuestres del Royal Ascot o los náuticos de la Henley Royal Regatta.
La Season tradicional entró en declive tras la Primera Guerra Mundial, cuando muchas familias aristocráticas abandonaron sus mansiones londinenses. A partir de entonces, la mayor parte de los eventos sociales tienen lugar en lugares públicos, lo que dificulta mantener la exclusividad social, antes limitada a la high society ("alta sociedad") y progresivamente ampliada a círculos algo más amplios de le bon ton (la gente de "buen tono") o upper ten thousand (los "diezmil de arriba").
Los eventos que actualmente constituyen la social season han pasado a ser crecientemente acogidos o patrocinados por grandes compañías (lo que se denomina corporate hospitality). Todavía se exige código de vestimenta (dress code) en ciertos eventos de la season, especialmente aquellos en los que la reina mantiene un papel oficial.
Según la peerage guide Debrett's, la social season tradicional comienza en abril y termina en agosto. En épocas recientes, los prestigiosos eventos que se consideran parte de la Season tienen lugar en la primavera y el verano. Según The Sloaney, comienzan con el Cheltenham Festival (marzo), e incluyen el Grand National (abril), The Boat Race (abril), Badminton Horse Trials (mayo), Chelsea Flower Show (mayo), Epsom Derby (junio), Royal Ascot (junio), Test matches at Lord's (julio), Wimbledon (julio), Henley Royal Regatta (julio), Edinburgh Festival Fringe (agosto) y otros, terminando con Goodwood Revival (septiembre).

## Social season de Londres

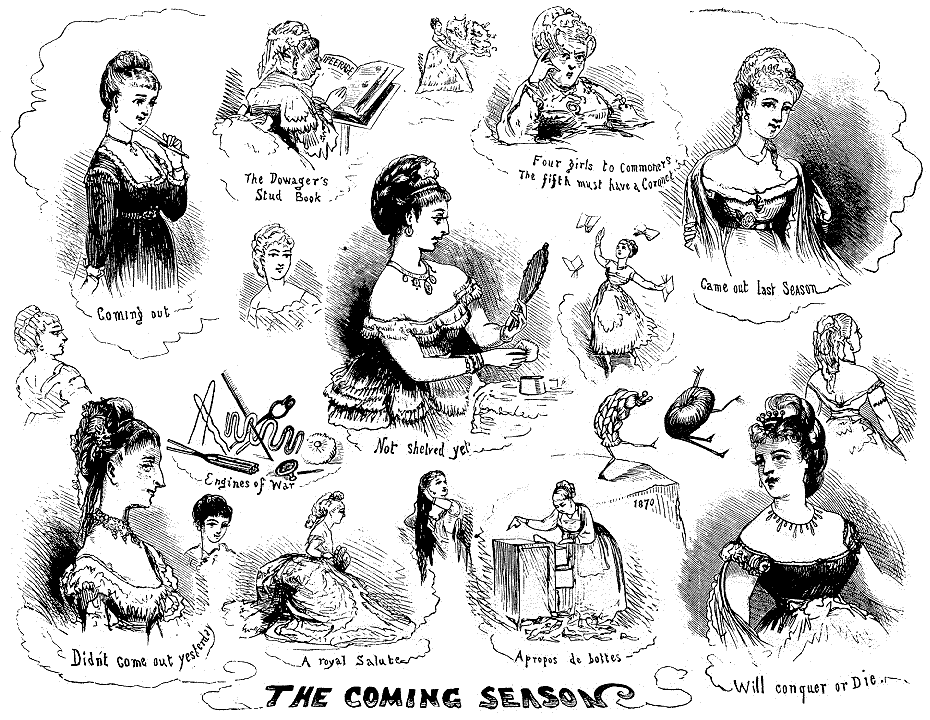
Dibujo satírico sobre la season, 1870.

La social season de Londres se fue conformando a lo largo de los siglos XVII y XVIII para culminar en su forma tradicional establecida en el siglo XIX. En esta época la élite británica estaba dominada por las familias de la nobleza y la landed gentry, con casas solariegas en el campo (country houses) a las que consideraban su hogar principal, pero pasaban varios meses al año en la capital para socializar e involucrarse en la vida política. Los eventos sociales más exclusivos tenían lugar en las mansiones urbanas de los miembros más destacados de la aristocracia; mientras que lugares públicos como Almack's jugaban un papel secundario. La Season coincidía con el periodo de sesiones del Parlamento, que comenzaba algún tiempo después de la Navidad y continuaba hasta el comienzo del verano (midsummer -a finales de junio-). La social season jugaba también su papel en la vida política: casi todos los miembros de ambas Casas del Parlamento (Lores y Comunes) participaban de sus actividades. 
La Season también proporcionaban una oportunidad para que los hijos e hijas casaderas de las familias de nobleza y gentry fueran presentados en sociedad. Los y las debutantes eran formalmente introducidos formalmente por presentación al monarca en la corte real británica (royal court) durante el baile de la Reina Carlota (Queen Charlotte's Ball) hasta que tal práctica fue abolida por la reina Isabel II en 1958. El propio Queen Charlotte's Ball dejó de celebrarse en 1976, pero se ha recuperado, con una aceptación más limitada, sin la intervención de la reina: los debutantes, en vez de cumplimentar al monarca, realizan una reverencia (curtsy) a la "tarta de la Reina Carlota (Queen Charlotte's Birthday Cake).

## Tema literario y cultura popular
La Season es parte básica de la ambientación y tema literario recurrente en el género de novelas denominado Regency romance, cuyo precedente egregio son las novelas de Jane Austen, como Sense and Sensibility (1811), así como de sus adaptaciones cinematográficas y televisivas. También de forma más o menos incidental aparece el tema en las obras de Oscar Wilde (la novela The Picture of Dorian Gray -1890- y las obras teatrales Lady Windermere's Fan -1892-, An Ideal Husband -1895- y The Importance of Being Earnest -1895-). Un personaje de la novela de Honoré de Balzac La Muse du département (1843 -parte de La comedia humana-) hace esta breve descripción de la season londinense:
Londres es la capital de las tiendas y de los negocios y en ella se hace el gobierno. Allí va la aristocracia solamente durante sesenta días a ponerse de acuerdo, a recibir sus consignas, a echar una ojeada a su cocina gubernamental, a hacer que pasen revista a sus hijas casaderas y los carruajes que quiere vender, se da los buenos días y se marcha enseguida; es tan poco entretenida que ni siquiera se soporta más allá de los pocos días que llaman la saison.
Películas como The Reluctant Debutante (Vincente Minnelli, 1958, de la que se hizo el remake What a Girl Wants, 2003).
Series "de época", como Downton Abbey (2010, ambientada a comienzos del siglo XX) o Bridgerton (2020, ambientada en la Season de 1813).

El equivalente a la Season en la ciudad de Nueva York se refleja en la novela de Edith Wharton The Age of Innocence (1920).
El equivalente a la Season en la ciudad de Palermo durante el Risorgimento (mediados del siglo XIX) se refleja en la novela de Giuseppe Tomasi di Lampedusa Il Gattopardo (1958, adaptada al cine por Luchino Visconti en 1963).